# Hlavní města Severozápadních teritorií

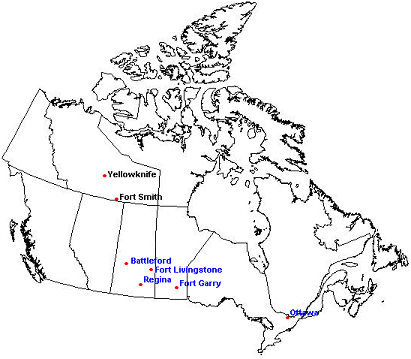
Hlavní města Severozápadních teritorií

Severozápadní teritoria zaznamenala od svého vzniku v roce 1870 složitý územní vývoj, který se odráží i na poměrně častých přesunech jejich hlavních měst. Celkem jich prostřídala sedm, posledním a současným je od roku 1967 Yellowknife.
| Město            | Roky      |
| ---------------- | --------- |
| Fort Garry       | 1870–1876 |
| Fort Livingstone | 1876–1877 |
| Battleford       | 1877–1883 |
| Regina           | 1883–1905 |
| Ottawa           | 1905–1967 |
| Fort Smith       | 1911–1967 |
| Yellowknife      | od 1967   |